# Ethelbert Lort Phillips
Ethelbert Lort Phillips (Wales, 1857 – Darthmouth, 15 oktober 1943) was een Britse zakenman, jager en amateurnatuuronderzoeker. In Noorwegen werd hij vooral bekend omdat hij daar (nog steeds bestaande) vakantiehuizen liet bouwen voor bemiddelde toeristen die op zalm en forel wilden vissen in Sunndal (Møre og Romsdal).

## Biografie
Ethelbert Edward Lort Phillips was een van de vier kinderen van het echtpaar Richard Ilbert Lort Phillips (1819–1860) en Frederica Isabella de Rutzen. Ethelbert trouwde in 1891 met  Louisa Jane Forbes Gunnis. Als zoveel bemiddelde Britten maakte hij tussen 1884 en 1895 reizen naar Afrika om vogels en zoogdieren te verzamelen als zoölogisch specimen en voor de jacht op groot wild. Hij ontdekte verschillende nieuwe vogelsoorten in Somalië: de Somalische lijster (Turdus ludoviciae), kortstaartleeuwerik (Spizocorys fremantlii), en de Ethiopische raaf (Corvus edithae).  De Somalische tapuit (Oenanthe phillipsi) is als eerbetoon naar hem genoemd.
In 1886 kwam Phillips voor het eerst in Noorwegen om op zalm te vissen in de Noorse provincie Møre og Romsdal. Tot 1937 bracht hij samen met zijn echtgenote vaak daar de zomers door en liet er verschillende fraaie houten zomerhuizen bouwen in Schotse Hoogland-stijl. 
Hij was zakenman uit Dartmouth in Devon en hij was daar tussen 1910 en 1911 burgemeester.  

## Bron
- Ethelbert Lort Phillips. Norsk lokalhistorisk institutt (NLI). Gearchiveerd op 22 oktober 2018. Geraadpleegd op 22 oktober 2018.